# Стрибки з трампліна на зимових Олімпійських іграх 2014
Змагання зі стрибків з трампліна на зимових Олімпійських іграх 2014 в Сочі проходили з 8 по 17 лютого на Комплексі для стрибків з трампліну «Російські гірки», розташованому біля Красної Поляни. Розіграно чотири комплекти нагород, що на один більше, ніж на попередніх Олімпійських іграх — 6 квітня 2011 виконком Міжнародного олімпійського комітету ухвалив рішення про включення до програми зимових Олімпійських ігор стрибків з нормального трампліна (жінки).

## Розклад
Час UTC+4
| Дата      | Час   | Змагання                                                              |
| --------- | ----- | --------------------------------------------------------------------- |
| 8 лютого  | 20:30 | Чоловіча індивідуальна першість з нормального трампліна, кваліфікація |
| 9 лютого  | 21:30 | Чоловіча індивідуальна першість з нормального трампліна               |
| 11 лютого | 21:30 | Жіноча індивідуальна першість з нормального трампліна                 |
| 14 лютого | 21:30 | Чоловіча індивідуальна першість з великого трампліна, кваліфікація    |
| 15 лютого | 21:30 | Чоловіча індивідуальна першість з великого трампліна                  |
| 17 лютого | 21:15 | Чоловіча командна першість з великого трампліна                       |

## Чемпіони та призери

### Медальний підсумок
| Місце | Країна          | Золото | Срібло | Бронза | Загалом |
| ----- | --------------- | ------ | ------ | ------ | ------- |
| 1     | Польща (POL)    | 2      | 0      | 0      | 2       |
| 1     | Німеччина (GER) | 2      | 0      | 0      | 2       |
| 3     | Австрія (AUT)   | 0      | 2      | 0      | 2       |
| 4     | Словенія (SLO)  | 0      | 1      | 1      | 2       |
| 4     | Японія (JPN)    | 0      | 1      | 1      | 2       |
| 6     | Норвегія (NOR)  | 0      | 0      | 1      | 1       |
| 6     | Франція (FRA)   | 0      | 0      | 1      | 1       |
|       | Всього          | 4      | 4      | 4      | 12      |

### Змагання
| Вид змагань                             | Золото                                                                        | Золото | Срібло                                                                            | Срібло | Бронза                                                     | Бронза |
| --------------------------------------- | ----------------------------------------------------------------------------- | ------ | --------------------------------------------------------------------------------- | ------ | ---------------------------------------------------------- | ------ |
| Нормальний трамплін, особисті, чоловіки | Каміль Стох · Польща (POL)                                                    | 278.0  | Петер Превц · Словенія (SLO)                                                      | 265.3  | Андерс Бардаль · Норвегія (NOR)                            | 264.1  |
| Великий трамплін, особисті, чоловіки    | Каміль Стох · Польща (POL)                                                    | 278.7  | Касай Норіакі · Японія (JPN)                                                      | 277.4  | Петер Превц · Словенія (SLO)                               | 274.8  |
| Командні змагання, чоловіки             | Німеччина · Андреас Ванк · Марінус Краус · Андреас Веллінгер · Зеверін Фройнд | 1041,1 | Австрія · Міхаель Гайбек · Томас Моргенштерн · Томас Дітгарт · Грегор Шліренцауер | 1038,4 | Японія Сімідзу Рерухі Такеуті Таку Іто Дайкі Касай Норіакі | 1024,9 |
| Нормальний трамплін, особисті, жінки    | Каріна Фогт · Німеччина (GER)                                                 | 247.4  | Даніела Ірашко-Штольц · Австрія (AUT)                                             | 246.2  | Колін Маттель · Франція (FRA)                              | 245.2  |